# Russell W. Volckmann
Russell William Volckmann (Clinton, Iowa; 23 de octubre de 1911–Iowa City, Iowa; 30 de junio de 1982) fue un oficial del Ejército de los Estados Unidos, graduado de la Academia Militar de los Estados Unidos en West Point. Es ampliamente reconocido por su liderazgo en la guerra de guerrillas en Filipinas durante la Segunda Guerra Mundial contra las fuerzas de ocupación japonesas. Después de la guerra, jugó un papel crucial en la creación de las Fuerzas Especiales del Ejército de los Estados Unidos.

## Primeros años y educación
Russell William Volckmann nació el 23 de octubre de 1911 en Clinton, Iowa, Estados Unidos. Ingresó a la Academia Militar de los Estados Unidos en West Point, Nueva York, en 1930 y se graduó en junio de 1934, siendo comisionado como segundo teniente de infantería.
Después de graduarse de West Point, Volckmann fue asignado a Fort Snelling, Minnesota, donde sirvió como líder de pelotón de fusileros y más tarde como oficial ejecutivo de compañía en la 3.ª División de Infantería. En 1937, asistió al Curso Avanzado de Oficiales de Infantería en Fort Benning, Georgia.

## Servicio en la Segunda Guerra Mundial
En 1940, el Capitán Volckmann fue asignado a Filipinas, donde se desempeñó como comandante de la Compañía H, 31.º Regimiento de Infantería. En julio de 1941, fue transferido al 11.º Regimiento de Infantería, 11.ª División de Infantería del Ejército Filipino, como oficial ejecutivo del regimiento. Esta fue una asignación inusual para un oficial de su rango, pero las tensiones políticas en el Pacífico llevaron a una expansión y entrenamiento acelerados del Ejército de la Mancomunidad Filipina.
En enero de 1942, el 11.º Regimiento llegó a Bataán. El 9 de abril de 1942, con la Caída de Bataán, el Mayor Volckmann se negó a rendirse y evadió la captura por parte de las fuerzas japonesas. Tras escapar de Bataán, se unió a las fuerzas guerrilleras bajo el mando del Coronel Moses y el Coronel Noble, que operaban en el norte de Filipinas.
En 1943, después de la captura de Moses y Noble, Volckmann reunió los remanentes del ejército filipino y reorganizó las fuerzas guerrilleras. Reestructuró las unidades guerrilleras del norte de Luzón, estableciendo una estructura de mando centralizada y reactivando los comandos regimentales que Horan había disuelto. El área de operaciones de Volckmann cubría 15,000 millas cuadradas. Al final de la guerra, su fuerza ascendía a más de 20,000 hombres.
Volckmann lideró una campaña guerrillera altamente exitosa contra las fuerzas japonesas. También fue pionero en el uso de controladores aéreos avanzados, fue clave en la fundación de las Fuerzas Especiales del Ejército y escribió manuales y doctrinas basados en sus experiencias que aún se utilizan en gran medida hoy en día.

## Carrera de posguerra
Después de la Segunda Guerra Mundial, Volckmann permaneció en el Ejército de los Estados Unidos y contribuyó a la creación de las Fuerzas Especiales del Ejército de los Estados Unidos. En 1950, Volckmann escribió dos manuales de campo del Ejército: "Operaciones contra fuerzas guerrilleras" y "Organización y conducción de la guerra de guerrillas". Estos se convirtieron en los primeros manuales del Ejército que delineaban los preceptos tanto para la guerra especial como para las operaciones contraguerrilleras.
Volckmann defendió la idea de la guerra de guerrillas y la comercializó como un multiplicador de fuerza crítico para cualquier conflicto futuro. Esto finalmente aseguró el establecimiento de la primera unidad de operaciones especiales del Ejército: el 10.º Grupo de Fuerzas Especiales.
Fue ascendido a general de brigada el 31 de diciembre de 1956 y se retiró en 1957 con 27 años de servicio. Se le atribuye el desarrollo de la doctrina de guerra no convencional que llevó al establecimiento de las Fuerzas Especiales del Ejército de los Estados Unidos.

## Últimos años y fallecimiento
El General de Brigada Volckmann permaneció activo en asuntos militares relacionados con operaciones especiales y dirigió un panel de estudio de la Corporación Rand en 1962 sobre la viabilidad del apoyo aéreo en operaciones de contrainsurgencia para la Fuerza Aérea de los Estados Unidos.
Russell W. Volckmann falleció el 30 de junio de 1982 en Iowa City, Iowa, a la edad de 70 años. Fue incluido póstumamente como Miembro Distinguido del Regimiento de Fuerzas Especiales en 2016.

## Condecoraciones y reconocimientos
Russell W. Volckmann recibió numerosas condecoraciones y reconocimientos, entre ellos:
- Cruz por Servicio Distinguido (Estados Unidos) (con hoja de roble de bronce)
- Medalla por Servicio Distinguido del Ejército (con hoja de roble de bronce)
- Estrella de Plata
- Legión al Mérito
- Estrella de Bronce (con hoja de roble de bronce)
- Medalla de Servicio de Defensa Americana
- Medalla de Campaña Asia-Pacífico (con 2 estrellas de bronce)
- Medalla de Victoria de la Segunda Guerra Mundial
- Medalla de Servicio de Defensa Nacional
- Medalla de Defensa de Filipinas
- Medalla de Liberación de Filipinas
- Medalla de Independencia de Filipinas
- Insignia de Infantería de Combate
- Insignia de Paracaidista
- Estrella de Servicio Distinguido de la República de Filipinas

## Legado
El legado de Russell W. Volckmann es fundamental para la historia de las operaciones especiales del Ejército de los Estados Unidos. Su experiencia en Filipinas es un testimonio de la eficacia de la guerra de guerrillas y de la capacidad de una fuerza pequeña para oponerse a un enemigo superior. Sus escritos y su visión sentaron las bases para la doctrina moderna de las Fuerzas Especiales. Se le considera uno de los "padres" de las Fuerzas Especiales del Ejército.